# أنطون أنطون
أنطون أنطون (بالرومانية: Anton Anton) هو مهندس وسياسي روماني، ولد في 22 ديسمبر 1949 في تيميشوارا في رومانيا. حزبياً، نشط في الحزب الليبرالي القومي الروماني وAlliance of Liberals and Democrats (Romania) ‏. وقد انتخب وزير الطاقة (29 يناير 2018 – ) وانتخب عضو مجلس النواب في رومانيا عن دائرة بوخارست وقد انضم خلال فترته النيابية ‏ (20 ديسمبر 2016 – ) للكتلة البرلمانية Alliance of Liberals and Democrats (Romania) ‏ وانتخب وزير التعليم (7 أكتوبر 2008 – 22 ديسمبر 2008).